# Урочище Вівошів
Уро́чище Віво́шів — урочище, ботанічний заказник місцевого значення в Україні. Розташований на північній околиці села Голігради Заліщицької міської громади Чортківського району Тернопільської області. В адміністративному відношенні розташований на території колишньої Винятинської сільської ради. 
Площа 18,0 га. Оголошений рішенням Тернопільської обласної ради від 18 березня 1994 року «Про внесення змін і доповнень до мережі територій та об'єктів природно-заповідного фонду і затвердження Списку дикорослих рідкісних, реліктових, ендемічних рослин області, що підлягають особливій охороні». Перебуває у віданні спілки пайовиків «Винятинська». 
Під охороною лучно-степові та скельно-осипні фітоценози на схилах у балки, що в долині річки Серет. Місце оселення корисної ентомофауни. 
Входить до складу національного природного парку «Дністровський каньйон».